# Петон
Нау́чно иссле́довательский институ́т не́фти и га́за «Пето́н» (НИПИ НГ «Петон») — российский научно-исследовательский институт. Является главным научно-исследовательским и опытно-конструкторским центром холдинга «Петон».
Хо́лдинг «Пето́н» является одной из крупнейших инжиниринговых организаций России. Имеет офисы в Уфе, Москве, Омске, Новом Уренгое, Санкт-Петербурге, Ростове-на-Дону. Головной офис и главный проектный и научный центр находятся в Уфе в двух собственных зданиях: 700 м2 и новом современном комфортабельном офисном центре площадью 7100 м2.

## История
НИПИ НГ «Петон» был создан в 1990 году, получив свое название от сокращения термина «ПЕрекрестноТОчная регулярная Насадка», обозначающего тип устройств для переработки нефти.
В 2000 году было образовано ООО «Петон», которое занималось исследованиями и разработками в области естественных и технических наук. 
В период с 2010 по 2015 год в состав холдинга «Петон» вошли управляющая компания, проектный институт в Ростове-на-Дону, научно-исследовательское и конструкторское бюро, включая лабораторию для создания и натурных испытаний массообменного и сепарационного оборудования.
В 2012 году компания специализировалась на научных разработках и оптовых поставках оборудования.
В 2015 году компания совместно с Газпромом начала строительство крупнейшего газоперерабатывающего завода в России — Амурского газоперерабатывающего завода (в Свободненском районе Амурской области).
В 2015 году компания получила государственный контракт на сумму в 27,7 млрд рублей по переоборудованию Уренгойского завода по подготовке конденсата к транспорту (ЗПКТ).
В конце 2016 года компания заключила контракт с Газпромом на сумму в 126,7 млрд рублей.

## Деятельность
«Петон» специализируется на разработке и внедрении технологий строительства, модернизации и реконструкции газо- и нефтеперерабатывающих заводов. Основная деятельность холдинга связана с технологиями ректификации, абсорбции и сепарации в газопереработке, газодобычи, нефтепереработке, нефтехимии и химии сверхчистых веществ.

В состав холдинга «Петон» входят три научно-исследовательских института (в Уфе, Санкт-Петербурге и Ростове-на-Дону), которые занимаются разработкой соответствующих технологий. На базе «Петон» создана единственная в РФ лаборатория для создания и натурных испытаний высокопроизводительного массообменного и сепарационного оборудования.

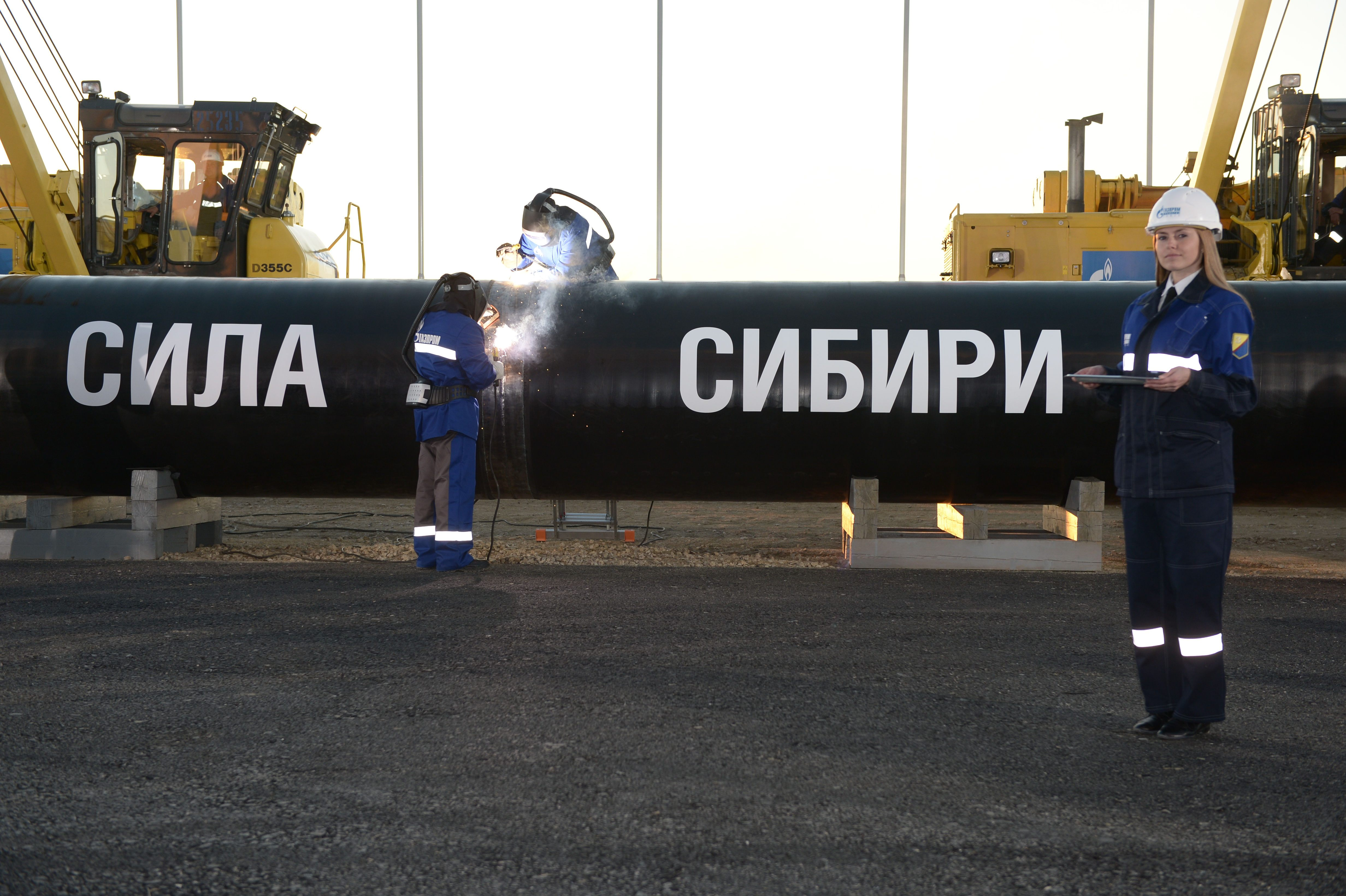
Церемония соединения первого звена газопровода "Сила Сибири", 1 сентября 2014 года.

По данным от 2017 года, крупнейшими проектами «Петон» были:
- Амурский газоперерабатывающий завод[10][19]
- Комплекс по производству, хранению и отгрузке сжиженного природного газа в районе КС «Портовая» (в Ленинградской области)[20]
- Дожимная компрессорная станция и установка подготовки газа деэтанизации Уренгойского ЗПКТ[21]
- Установка стабилизации конденсата ачимовских залежей Надым-Пур-Тазовского региона (в Ямало-Ненецком автономном округе)[22]

## Руководство
Генеральный директор НИПИ НГ «Петон» — Игорь Мнушкин. До февраля 2015 года Игорю Мнушкину принадлежало 100% компании. 
По данным от 2016 года, 40% компании принадлежит Игорю Мнушкину, еще 40% — Олегу Полякову, и 20% — Владимиру Зайцеву.
В 2015 году заместитель гендиректора Владимир Зайцев был выдвинут в качестве кандидата на пост губернатора Смоленской области.

## Финансы
В 2015 году «Петон» заключил контрактов на сумму в 27,7 млрд руб. Выручка компании в 2014 и 2015 годах составила по 1,9 млрд руб, в 2016 году — 14,7 млрд. Чистая прибыль в 2014 году составила 116 млн руб.

## Критика
Холдинг «Петон» критиковался в СМИ за то, что без конкурса заключил контракт с Газпромом на сумму более чем 50 млрд руб. Эта сделка стала крупнейшей в своем роде за всю историю Газпрома. Сделка связана со строительством установки стабилизации конденсата ачимовских залежей Надым-Пур-Тазовского региона.
В 2017 году НИПИ НГ «Петон» занял первое место в рейтинге «Короли госзаказа-2017» журнала Forbes. Причиной включения в рейтинг стал неожиданно большой объем господрядов — 176 млрд руб.

## Дополнительная информация
В 2017 году на базе Уфимского государственного нефтяного технического университета компания учредила ежегодную именную стипендию им. профессора Б. К. Марушкина.